# Peter Horbury

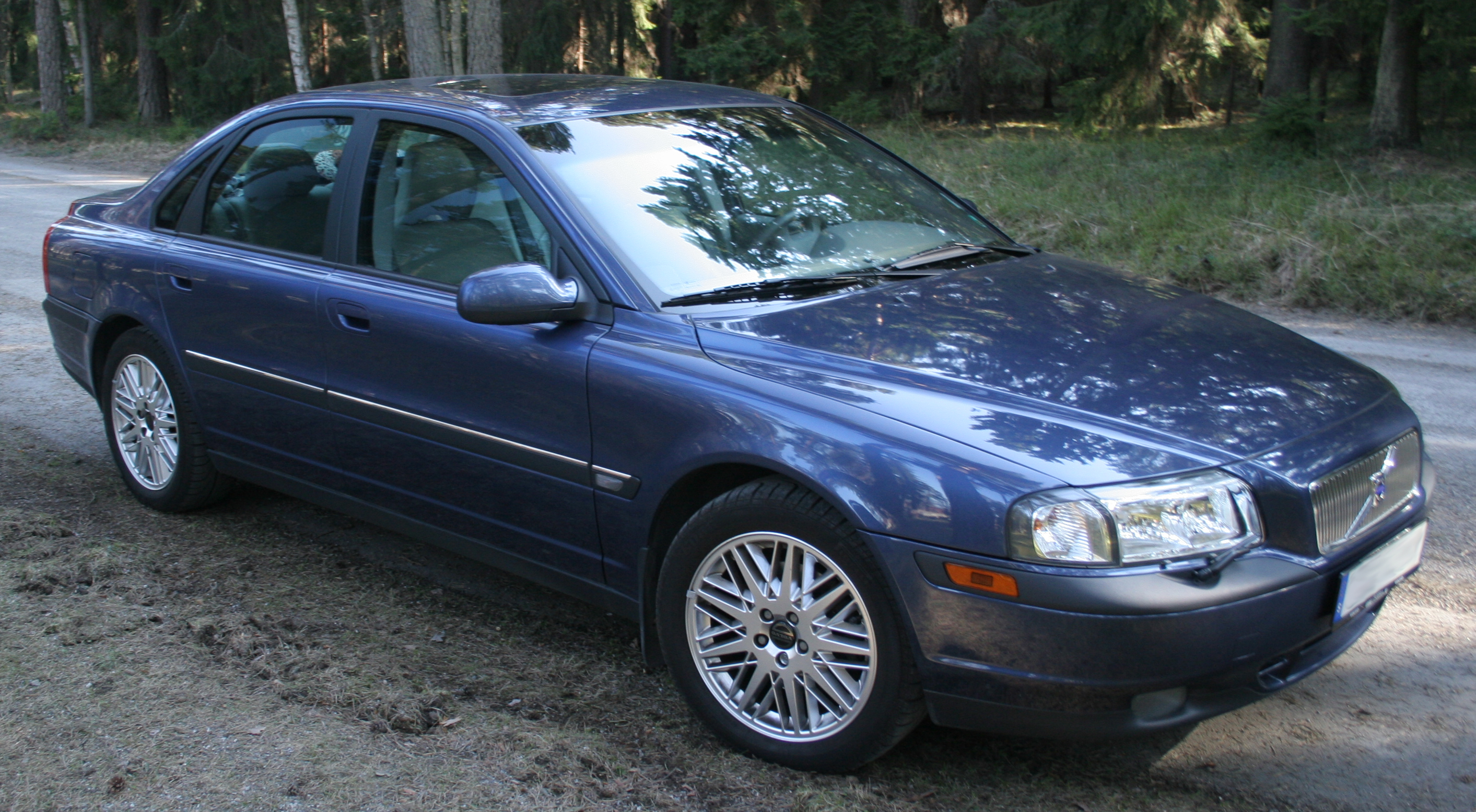
Volvo S80 markerade Volvos nya design och Horbury låg bakom den nya stilen.

Peter Horbury, född 27 januari 1950 i Alnwick, Northumberland, död 29 juni 2023 i Kina, var en brittisk bildesigner som är mest känd som designchef på Volvo Personvagnar.
Horbury började karriären på brittiska Chrysler och var sedan en period hos Volvo i Nederländerna där han var med och arbetade med Volvo 480. Han arbetade sedan på Ford och deras modeller Sierra, Escort och Granada. Peter Horbury efterträdde Jan Wilsgaard som designchef på Volvo Personvagnar 1991. Hans första design blev konceptbilen Volvo ECC från 1992 som markerade Volvos nya designstil som senare realiserades i Volvo S80. Horbury tog även fram Volvo S40/V40 som var den första serieproduktionsbilen med Volvos moderna design, under Horbury ledning.  Under hans tid som designchef kom senare Volvo S60, S80, V70 och XC90 med Volvos nya och mer karaktäristiska design. 
Han arbetade för Volvo till 2002 då han efterträddes av Henrik Otto. Horbury har sedan gjort karriär inom Ford. Efter att Henrik Ottos efterträdare Steve Mattin oväntat avskedades den 30 juni 2009 återkom Horbury till Volvo. Horbury blev sedan ersatt av Thomas Ingenlath och kom istället att bli designchef på Zhejiang Geely Holding Group.
1998 utsågs han till ”Autocar's Designer of the Year”.